# Socorro (ort i Colombia, Santander, lat 6,47, long -73,26)
Socorro är en ort i Colombia.   Den ligger i departementet Santander, i den centrala delen av landet, 230 km norr om huvudstaden Bogotá. Socorro ligger 1 234 meter över havet och antalet invånare är 17 752.
Terrängen runt Socorro är huvudsakligen kuperad, men åt nordost är den bergig. Runt Socorro är det ganska tätbefolkat, med 222 invånare per kvadratkilometer. Närmaste större samhälle är San Gil, 17,0 km nordost om Socorro. Omgivningarna runt Socorro är huvudsakligen savann.